# Xanthostemoneae
Xanthostemoneae es una tribu de plantas de la familia de las mirtáceas. Tiene los siguientes géneros:

## Géneros
- Pleurocalyptus Brongn. & Gris
- Purpureostemon Gugerli
- Xanthostemon F.Muell.